# Gangdisê
| Tibetische Bezeichnung                      |
| ------------------------------------------- |
| Tibetische Schrift: གངས་ཏི་སེ                 |
| Wylie-Transliteration: gangs ti se          |
| Offizielle Transkription der VRCh: Gangdisê |
| THDL-Transkription: Gangtise                |
| Andere Schreibweisen: —                     |
| Chinesische Bezeichnung                     |
| Traditionell: 岡底斯山                      |
| Vereinfacht: 冈底斯山                       |
| Pinyin:Gāngdǐsī Shān                        |

Der Gangdisê ist ein rund 1000 Kilometer langes Gebirge in Tibet. Gemeinsam mit der östlich anschließenden Nyainqêntanglha-Gebirgskette bildet er das Transhimalaya-Gebirgssystem.

## Lage und Landschaft
Die Gangdisê-Gruppe bildet teilweise die Wasserscheide zwischen den nach Indien entwässernden Strömen Indus, Sutlej, Karnali und Yarlung Zangbo (Brahmaputra-Oberlauf) und dem Nu Jiang (Saluen) und bildet den westlichen Teil der seit Sven Hedin im Westen Transhimalaya genannten Gebirgszüge. Diese Flüsse entspringen alle im Westen dieses Gebirges. Nach Norden hin läuft der Gangdisê in die weitläufigen alpinen Steppen des Changthang aus.

## Gipfel
Der bedeutendste, wenn auch nicht höchste Gipfel ist der 6714 m hohe heilige Berg Gang Rinpoche, der in Indien und im Westen Kailash genannt wird. Deshalb wird die tibetische Bezeichnung „Gangdisê“ häufig sowohl auf den heiligen Berg, wie auch den gesamten Gebirgszug verwendet. 